# Celucos
Celucos es una localidad del municipio de Rionansa (Cantabria, España). Tiene una población de  habitantes (INE ). La localidad se encuentra a 150 metros de altitud sobre el nivel del mar, y a 8 kilómetros de la capital municipal, Puentenansa. 

## Festividades y ocio
Celebra la festividad de San Juan el 24 de junio. Entre este barrio y Celis se encuentra el Puente de la Herrería, Bien de Interés Local desde 2004. 

## Economía
En el barrio de La Molina, un poco separado del núcleo, se encuentra una fábrica de electricidad inaugurada en 1911 y que aún hoy la genera para el conjunto. Hoy en día las operaciones de mantenimiento de dicha fábrica las lleva a cabo El Voltios.
- Datos: Q5760284